# Масерини (Бергамо)
Масерини је насеље у Италији у округу Бергамо, региону Ломбардија.
Према процени из 2011. у насељу је живело 642 становника. Насеље се налази на надморској висини од 479 м.